# Nuttanon Kadchapanan
 Nuttanon Kadchapanan  (nacido el 7 de junio de 1993 (31 años)) es un tenista profesional tailandés, nacido en la ciudad de Yala.

## Carrera
Su mejor ranking individual es el Nº 1213 alcanzado el 30 de setiembre de 2013, mientras que en dobles logró la posición 392 el 28 de julio de 2014.
Hasta el momento ha obtenido 1 títulos de la categoría ATP Challenger Series, siendo en la modalidad de dobles. También ha ganado varios títulos futures tanto en individuales como en dobles.

### Copa Davis
Desde el año 2013 es participante del Equipo de Copa Davis de Tailandia. Tiene en esta competición un récord total de partidos ganados/perdidos de 4/1 (1/0 en individuales y 3/1 en dobles).

## Títulos; 1 (0 + 1)
| Leyenda                        | Individuales | Dobles |
| ------------------------------ | ------------ | ------ |
| Grand Slam (tenis)\|Grand Slam | 0            | 0      |
| ATP World Tour Finals          | 0            | 0      |
| ATP World Tour Masters 1000    | 0            | 0      |
| ATP World Tour 500 Series      | 0            | 0      |
| ATP World Tour 250 Series      | 0            | 0      |
| ATP Challenger Series          | 0            | 1      |

### Dobles
| N.º | Fecha      | Torneo                | Superficie | Compañero      | Oponentes en la final  | Resultado |
| --- | ---------- | --------------------- | ---------- | -------------- | ---------------------- | --------- |
| 1.  | 31.08.2014 | Challenger de Bangkok | Dura       | Pruchya Isarow | Chen Ti Peng Hsien-yin | 6-4, 6-4  |